# Вірменські народні казки
Вірменські народні казки — жанр вірменського фольклору, представлений творами чарівного, пригодницького й соціально-побутового характеру усного походження з настановою на вигадку, що розповідаються з розважальною чи дидактичною метою. Ці казки, що передаються з покоління в покоління, відкривають унікальне вікно в цінності, традиції та колективну мудрість вірменського народу.

## Особливості
Вірменські народні казки характеризуються моральним підтекстом, яскравими образами та захоплюючим сюжетом. Вони часто включають елементи надприродного, такі як чарівні істоти та божественне втручання, які слугують для захоплення аудиторії та посилення моральних уроків історій. Казки, як правило, побудовані навколо центрального конфлікту або проблеми, яка вирішується завдяки кмітливості, хоробрості або моральній цілісності головного героя.

## Провідні мотиви
Однією з поширених тем вірменських народних казках є перемога добра над злом, яка часто досягається завдяки дотепності та хитрості, а не грубій силі. Іншим поширеним мотивом є важливість чесності та доброчесності, коли герої часто стикаються з наслідками обману або зради. У казках також часто підкреслюється цінність працьовитості, наполегливості та мудрості, і ці чесноти зрештою винагороджуються.

## Традиційні персонажі
Вірменські народні казки вирізняються розмаїттям персонажів — від скромних селян і хитрих шахраїв до шляхетних князів і могутніх чаклунів. Протагоністом часто виступає невдаха, який долає негаразди завдяки вродженим чеснотам або кмітливості. Антагоністи, як правило, характеризуються жадібністю, зарозумілістю або брехливістю — рисами, які зрештою призводять до їхнього падіння. У багатьох вірменських народних казках також фігурують мудрі старі або чарівні істоти, які дають настанови або допомагають головному герою.

## Дослідження
Серед видатних дослідників вірменських народних казок — Ованес Туманян, який зібрав і опублікував багато вірменських народних казок на початку 20-го століття, та Сьюзі Хугасян-Вілла, сучасна дослідниця, відома своєю роботою про вірменську усну літературу.

## Схожість з народними казками інших народів
Вірменські народні казки мають багато спільного з народними казками інших народів, що відображає взаємозв'язок людських культур і досвіду. Як і в багатьох інших народних традиціях, у вірменських казках часто звучать теми боротьби добра і зла, цінності мудрості та чесності, а також важливості наполегливості. Структура вірменських казок, з їхнім центральним конфліктом і розв'язкою, також поширена в народних казках по всьому світу.
Однак, у вірменських народних казках є й унікальні аспекти, які відображають специфічний культурний та історичний контекст країни. Наприклад, багато казок містять посилання на гору Арарат, важливий символ вірменської культури, або включають елементи вірменської міфології та релігії.

## Список казок
| - Кікос - Розум і серце - Візирів шагі - Не рий іншому яму — сам туди впадеш - Про царівну-ледарку - Куди Бог дивиться - Небилиця - Ремесло дорожче від золота - По своєму ліжку простягай ніжки - Розумно поділив - Плоди податків - Розумний Яро - Зажерливий піп | - Син рибалки - Про рибину, що вміла говорити - Пастух-брехун - Гамбар - Волик - Охік - Ведмедик - Кінь-вогонь - Байка про горобця - Муха і комар - Хто найстарший - Казка про ведмедя |